# Mikołaj Jan Prażmowski
Mikołaj Jan Prażmowski herbu Belina (ur. 1617 w Prażmowie, zm. 15 kwietnia 1673 w Ujazdowie) – interreks 1668–1669, arcybiskup gnieźnieński i prymas Polski od 1666, biskup łucki od 1659, biskup warmiński od 1664, w latach 1658–1666 kanclerz wielki koronny, podkanclerzy koronny od 1658, sekretarz wielki koronny, referendarz wielki koronny od 1652 roku.

## Życiorys

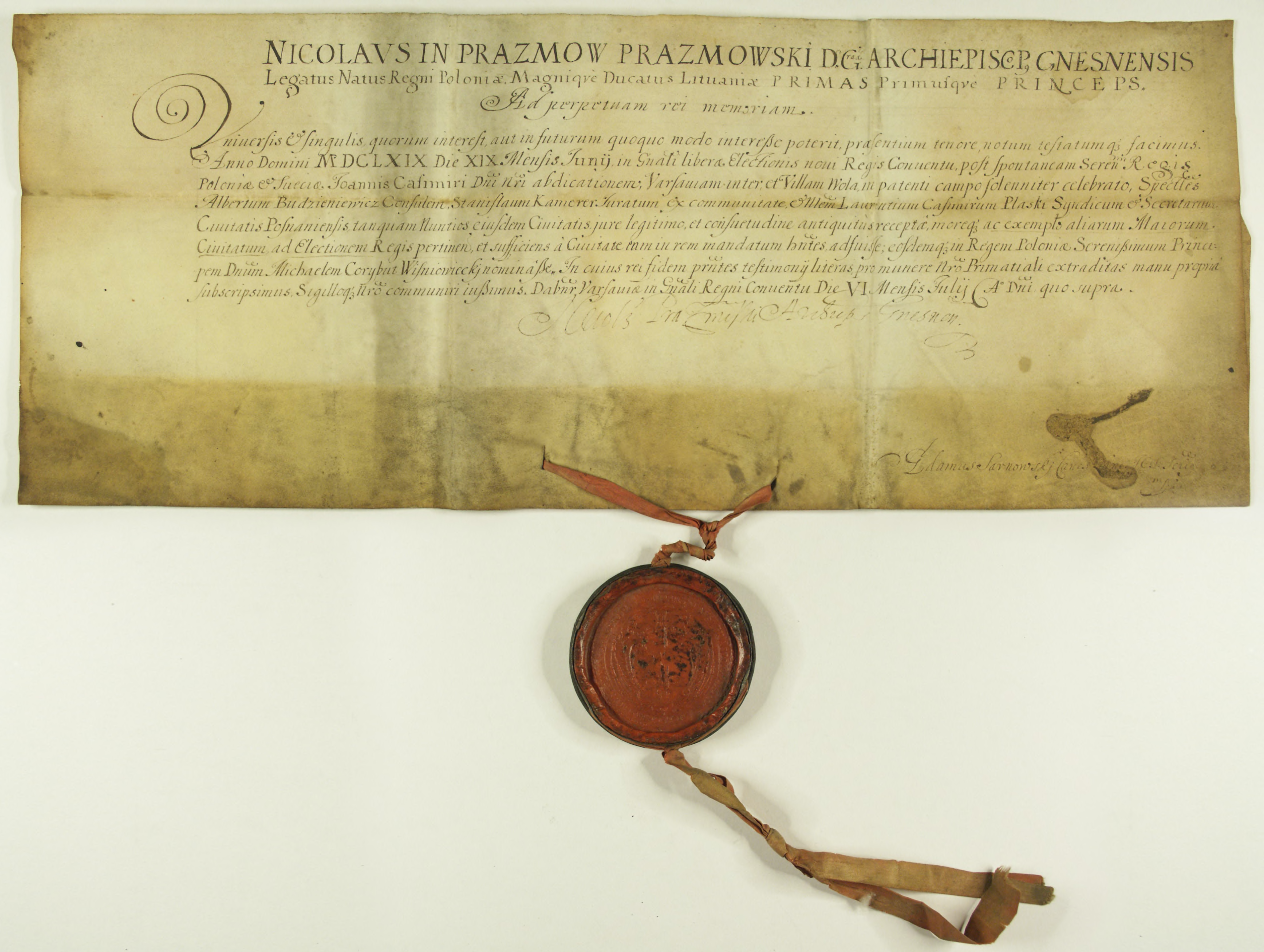
Abp Prażmowski zaświadcza, że posłowie miasta Poznania na elekcji oddali głosy na Michała Korybuta Wiśniowieckiego (dokument ze zbiorów Archiwum Państwowego w Poznaniu)

Był jednym z najbliższych współpracowników króla Jana II Kazimierza, przywódcą stronnictwa profrancuskiego na dworze. Uczestnik kongresu pokojowego w Oliwie w 1660 roku. Dzięki swoim nieprzeciętnym zdolnościom dyplomatycznym doprowadził do podpisania pokoju oliwskiego w 1660. Blisko związany z Ludwiką Marią Gonzagą, chciał przeprowadzić jej plany elekcji vivente rege, jednak spotkało się to z powszechną niechęcią szlachty. W 1661 roku otrzymał ze skarbu francuskiego 18 000 liwrów. W 1662 pobierał z kasy ambasadora francuskiego w Rzeczypospolitej Antoine de Lumbres'a pensję w wysokości 15 000 franków za poparcie planu elekcji vivente rege kandydata francuskiego Ludwiki Marii Gonzagi. Na sejmie abdykacyjnym 16 września 1668 roku podpisał akt potwierdzający abdykację Jana II Kazimierza Wazy. Był członkiem konfederacji generalnej zawiązanej 5 listopada 1668 roku na sejmie konwokacyjnym. Po abdykacji Jana II Kazimierza w 1668 roku, popierał do polskiej korony kandydaturę carewicza Fiodora. Był elektorem Michała Korybuta Wiśniowieckiego w 1669 roku z województwa poznańskiego, podpisał jego pacta conventa. Był przeciwnikiem Michała Korybuta Wiśniowieckiego, posądzany był nawet o snucie spisków detronizacyjnych. W 1673 konfederacja gołąbska ogłosiła go zdrajcą ojczyzny i obłożyła jego dobra sekwestrem.
Pochowany w kolegiacie łowickiej.